# Leoben (distrikt)
Distriktet Leoben (Bezirk Leoben) är ett distrikt (Bezirk) i det österrikiska  förbundslandet Steiermark. Distriktets huvudort är Leoben.
Distriktet delas efter en kommunreform 2015 in i tre stadskommuner, åtta köpingskommuner och fem kommuner:

Kommunerna i distriktet Leoben.

Stadskommuner (Stadtgemeinden):
- Eisenerz
- Leoben
- Trofaiach

Köpingskommuner (Marktgemeinden):

- Kalwang
- Kammern im Liesingtal
- Kraubath an der Mur
- Mautern in Steiermark
- Niklasdorf
- Sankt Michael in Obersteiermark
- Sankt Peter-Freienstein
- Vordernberg

Kommuner (Gemeinden):

- Proleb
- Radmer
- Sankt Stefan ob Leoben
- Traboch
- Wald am Schoberpaß